# Șagu
Șagu é uma comuna romena localizada no distrito de Arad, na região histórica da Transilvânia. A comuna possui uma área de 102.66 km² e sua população era de 3907 habitantes segundo o censo de 2007.